# Woman Suffrage Party

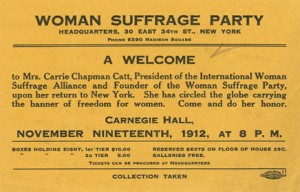
Woman-suffrage-party-300x192

Woman Suffrage Party (WSP)  var en organisation för kvinnors lika rättigheter i New York i USA, verksam mellan 1909 och 1919. 
Det var New Yorks lokalförening för den nationella rösträttsföreningen National American Woman Suffrage Association (NAWSA). Syftet var att verka för införandet av rösträtt för kvinnor. WSP grundades av Carrie Chapman Catt. Det byggdes upp med samma organisation som ett politiskt parti. Det var den ledande rösträttsorganisationen i New York och hade en mängd välkända medlemmar. 